# Кен (лялька)
Кен (англ. Ken) — іграшка від американської компанії Mattel, бойфренд ляльки Барбі. З'явився в 1961 році. (Барбі — 1959). Назвали його так само, як сина Рут Хендлер (співзасновниці Mattel). Повне ім'я — Кен Карсон.

## Опис
У першій версії (1961 року) Кен мав зріст 12 дюймів (30 см) і був підстрижений дуже коротким їжачком . За описом журналу US News and World Report, в оригінальній версії Кен був «худим ботаніком в червоних штанях», згодом же (за станом на 2001 рік, тобто рік виходу журналу) перетворився на качка .
У 2004 році Кен був виведений з асортименту, але в 2006 році відбулося його повернення, обумовлене споживчим попитом.
У 2011 році Mattel розпочав масштабну кампанію для Кена, щоб повернути прихильність Барбі Пара офіційно возз'єдналася у День закоханих 2011 року.

## Визнання
Коли наприкінці 1990-х років був заснований Національний зал слави іграшок в американському Салемі, Барбі була включена до нього в першій партії, а Кена з нею немає. Дізнавшись про відсутність серед включених Кена і Містера Картопляна голова, студенти Вілламетського університету, що знаходиться неподалік, влаштували протестну акцію, вбравшись у костюми своїх улюблених героїв. Але в наступній, оголошеної в листопаді 1999 року, партії серед прийнятих Кена і Містера Картопляна голова знову не виявилося.

## У культурі
Кен був представлений у мультфільмі Pixar 2010 року «Історія іграшок 3». Його озвучував Майкл Кітон. Він був одним із прихильників негідника фільму Лоцо.